# Expédition Portolà

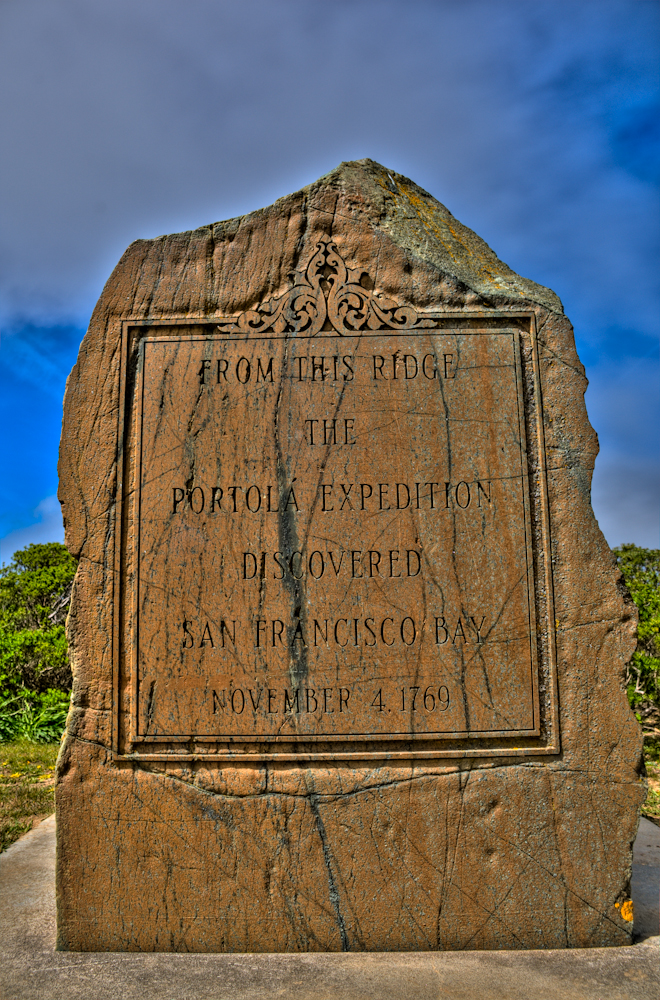
Stèle indiquant la découverte de la baie de San Francisco par l'expédition Portolà, le 4 novembre 1769.

L'expédition Portolà est une expédition espagnole réalisée en 1769-1770 par Gaspar de Portolà. C'est la première expédition européenne connue à avoir exploré par la terre le territoire qui constitue aujourd'hui l'État de Californie, et à l'avoir revendiqué, ce qui mena à la fondation de la Haute-Californie.